# جان ريسنير بلغارد
جان ريسنير بلغارد (بالفرنسية: Jean-Ricner Bellegarde) (27 يونيو 1998 بفرنسا - ) هو لاعب كرة قدم فرنسي في مركز الوسط.

## روابط خارجية
- جان ريسنير بلغارد على موقع الاتحاد الأوربي (الإنجليزية)
- جان ريسنير بلغارد على موقع قاعدة بيانات كرة القدم.إي يو (الإنجليزية)
- جان ريسنير بلغارد على موقع ليكيب (الفرنسية)
- جان ريسنير بلغارد على موقع Soccerbase.com (لاعب) (الإنجليزية)
- جان ريسنير بلغارد على موقع Soccerway.com (الإنجليزية)
- جان ريسنير بلغارد على موقع عالم كرة القدم.نت (الإنجليزية)